# Comuna Kosî, Bârzula
Kosî (în ucraineană Коси) este o comună în raionul Bârzula, regiunea Odesa, Ucraina, formată din satele Kosî (reședința) și Kosî-Slobidka.

## Demografie
Componența lingvistică a comunei Kosî
     Ucraineană (80,64%)
     Rusă (17,19%)
     Română (2,08%)
Conform recensământului din 2001, majoritatea populației comunei Kosî era vorbitoare de ucraineană (80,64%), existând în minoritate și vorbitori de rusă (17,19%) și română (2,08%).